# Гіліпп
Гіліпп (дав.-гр. Γύλιππος) — давньогрецькій воєначальник зі Спарти, відомий перемогою над афінянами у Сицилійській експедиції, епізоді Пелопоннеської війни.

## Біографія
Був сином знатного спартанського військовика Клеандріда, якого було обрано ефором у 446 році до н. е. Клеандрід був уповноважений супроводжувати спартанське військо до Аттики проти Афін. Через те, що спартанський цар Плістоанакт був занадто юним для командування військом, фактично керував Клеандрід. Афінський стратег Перикл підкупив його, і Клеандрід відвів спартанців з Аттики. У Спарті про зраду узнали, Клеандріда було засуджено до смертної кари, але він встиг втекти до Сибаріса.
Його мати, ймовірно, була з ілотів, що означало, що він не був справжнім спартіатом, а мофаксом, людиною нижчого положення. Незважаючи на це, однак, з раннього дитинства він виховувався у традиційному спартанському порядку, а за досягнення зрілості був обраний на військову службу, внесок за це зробив заможний покровитель. Для людини з низьким походженням війна стала можливістю отримати повагу, честь і високу популярність.
Коли сиракузці 414 року до н. е. закликали спартанців відправити до них воєначальника, який би очолив опір сиракузців проти афінської експедиції, вибір пав на Гіліппа. Його прибуття стало поворотним пунктом кампанії. Він виявився більш сміливим, аніж протиборчій йому афінський полководець Нікій. Гіліпп вдалими діями зміг отримати перевагу, атакуючи афінян з ключових стратегічних місць і суттєво порушуючи кільце облоги. Коли Афіни відправили Демосфена з підкріпленнями, Гіліпп і його розбив, що врешті-решт призвело до краху афінської кампанії в Сіракузах. Демосфен був узятий в полон. Потім Гіліпп напав на загін, очолюваний Нікіем. Той був змушений здатися, пав у ноги Гіліппа зі словами: «Пощади, Гіліпп, ви перемогли! Ні, не за себе прошу, який зганьбив своє ім'я настільки великими нещастями, а за інших афінян. Згадайте, що на війні біда може трапитися з кожним і що афіняни, коли їм супроводжувала удача, обійшлися з вами прихильно і м'яко». Гіліпп, зворушений словами Нікія, підняв його з землі, намагався його заспокоїти і віддав наказ припинити різанину. Полонені були приведені в Сіракузи. Там Нікія і Демосфена після промови відомого сиракузького оратора Діокла засудили до страти, незважаючи на заперечення Гіліппа, який хотів привезти їх у Спарту, щоб показати власну значущість у перемозі. Сам Гіліпп у своїй промові необережно цьому посприяв, сказавши, що «така жорстка доля була призначена для сиракузців у випадку перемоги Афін». Рядових воїнів звернули в рабство і змусили трудитися на сиракузьких каменоломнях.
Гіліпп, як і свого часу його батько Клеандрід, був замішаний у серйозному фінансовому скандалі. Коли спартанський наварх Лісандр через Гіліппа відправив до Спарти залишок даних йому перським царем Кіром Молодшим грошей та інші подарунки, Гіліпп не зміг протистояти спокусі розкрасти частину коштів. Після виявлення цієї крадіжки Гіліпп втік із Спарти і пішов у заслання. Він був заочно засуджений до страти спартанською владою і з того часу про його подальшу долю згадок немає.